# Kriegerdenkmal Ferchland
Das Kriegerdenkmal Ferchland ist ein denkmalgeschütztes Kriegerdenkmal in der Ortschaft Ferchland der Gemeinde Elbe-Parey in Sachsen-Anhalt. Im örtlichen Denkmalverzeichnis ist das Kriegerdenkmal unter der Erfassungsnummer 094 86859 als Baudenkmal verzeichnet.

## Lage
Das Kriegerdenkmal von Ferchland befindet sich an der Chausseestraße.

## Gestaltung und Geschichte
Es handelt sich um eine Granitwand, die nach oben spitz zuläuft, für die Gefallenen des Ersten Weltkrieges. Das Kriegerdenkmal wurde 2011 saniert und im Zuge dessen, wurde auch eine neue Granittafel angebracht. Auf der alten Granittafel waren anscheinend nicht mehr alle Namen lesbar, da die neue Granittafel den Eintrag „14 namentlich nicht Bekannte enthielt“. 2014 konnten nach einigen Recherchen aber auch diese restlichen Namen wieder beigefügt werden.

## Inschrift
Dem Andenken der im Weltkrieg

1914-1918 gefallenen Kinder.

Die dankbare Gemeinde Ferchland

## Quelle
- Gefallenendenkmal Ferchland Online, abgerufen am 19. Juni 2017.